# Afeela
Afeela (アフィーラ, Afīra)  est un constructeur automobile japonais de véhicules 100 % électriques fondé en septembre 2022, via une joint-venture entre le fabricant d'électronique Sony et le constructeur automobile Honda.

## Histoire
En 2020, Sony présente le concept car Sony Vision-S au Consumer Electronics Show (CES) de Las Vegas.
Pour le CES 2022, Sony présente un deuxième concept basé sur la même plateforme, le SUV Vision-S 02, et annonce la création d’une nouvelle filiale en propriété exclusive, Sony Mobility Inc., qui se concentrera sur les efforts du groupe en matière de voitures électriques.
En mars 2022, Sony et Honda annonce qu’ils lanceront une co-entreprise pour planifier, développer et vendre des véhicules électriques à batterie à partir de 2025. La production des véhicules est prévues dans l’une des usines déjà existantes du constructeur japonais.
En juin 2022, Yasuhide Mizuno et Izumi Kawanishi annoncent la création de la coentreprise Sony Honda Mobility, spécialisée dans la fabrication de véhicules électriques et à la distribution de services de mobilité nouvelle génération.
En janvier 2023, les deux géants japonais annoncent la fondation de la marque de voitures électriques Afeela, et présentent leur premier prototype, très proche de la Sony Vision-S. Afeela prévoit la production de ses modèles dans une nouvelle usine située dans l’Ohio, aux États-Unis. 

## Concept cars

### Sony Vision-S 01
La Sony Vision-S 01 (anciennement connue sous le nom de Vision-S concept) est une berline 4 places présentée au CES 2020. Elle utilise la plateforme technique développée par Sony.

### Sony Vision-S 02
Le concept Sony Vision-S 02 est un SUV 7 places. Il est le second véhicule développés sur la plate-forme Vision-S de Sony et il est dévoilé au CES 2022.

### Afeela concept
Le premier véhicule du constructeur Afeela est un prototype de berline électrique à 5 places, très proche de la Sony Vision-S 01, présenté au CES 2023.